# اچ‌ام‌اس ال۸
اچ‌ام‌اس ال۸ (به انگلیسی: HMS L8) یک زیردریایی بود که طول آن ۲۲۲ فوت (۶۸ متر) بود. این زیردریایی در سال ۱۹۱۷ ساخته شد.